# Central Bank of Sri Lanka
Die Central Bank of Sri Lanka (CBSL) (Singhalesisch:  ශ්‍රී ලංකා මහ බැංකුව) ist die Zentralbank von Sri Lanka. Sie wurde 1950 im Rahmen des Monetary Law Act Nr. 58 von 1949 (MLA) gegründet. Es ist ein staatseigenes, halbautonomes Organ und wird nach den Änderungen des Monetary Law Act im Dezember 2002 von einem fünfköpfigen Währungsausschuss geleitet. Dieser besteht aus dem Gouverneur als Vorsitzendem, dem Sekretär des Ministeriums für Finanzen und Planung und drei Mitgliedern, die vom Präsidenten Sri Lankas auf Empfehlung des Finanzministers im Einvernehmen mit dem Verfassungsrat ernannt wurden.

## Geschichte
Die Zentralbank von Sri Lanka wurde 1950, zwei Jahre nach der Unabhängigkeit des Landes, gegründet. Der Gründungsgouverneur der Zentralbank von Sri Lanka war der US-amerikanische Ökonom John Exter, während der damalige Finanzminister J. R. Jayewardene war. Unter dem früheren Namen Central Bank of Ceylon ersetzte es das Currency Board, das bis dahin für die Ausgabe des Geldes des Landes verantwortlich war. Die Bank ist seit 1974 Mitglied der Asian Clearing Union.
Um die Entwicklung der Wirtschaft Sri Lankas zu gewährleisten, ist die CBSL für die Wahrung der Preisstabilität und der Stabilität des Finanzsystems verantwortlich. Die CBSL ist auch für die Ausgabe und Verwaltung von Devisen verantwortlich. Darüber hinaus ist die CBSL der Berater für wirtschaftliche Angelegenheiten sowie der Bankier der Regierung von Sri Lanka. Im Auftrag der Regierung ist die CBSL als ihr Vertreter für vier Funktionen verantwortlich: Verwaltung des Employees Provident Fund; Verwaltung der Devisenreserven von Sri Lanka; Verwaltung der Bestimmungen des Börsenkontrollgesetzes; Verwaltung ausländischer und staatlich finanzierter Kredite für die regionale Entwicklung.

## Organisationsstruktur
Der Gouverneur der CBSL fungiert als Chief Executive Officer. Der Gouverneur, zwei stellvertretende Gouverneure und mehrere stellvertretende Gouverneure bilden zusammen mit den Abteilungsleitern die Geschäftsleitung der CBSL. Funktionell besteht die CBSL derzeit aus 27 Abteilungen, die jeweils von einem Direktor (oder einem gleichwertigen Unternehmen) geleitet werden und dem Gouverneur oder dem stellvertretenden Gouverneur über einen stellvertretenden Gouverneur Bericht erstatten, mit Ausnahme der Management-Prüfungsabteilung, die direkt an den Gouverneur berichtet. 

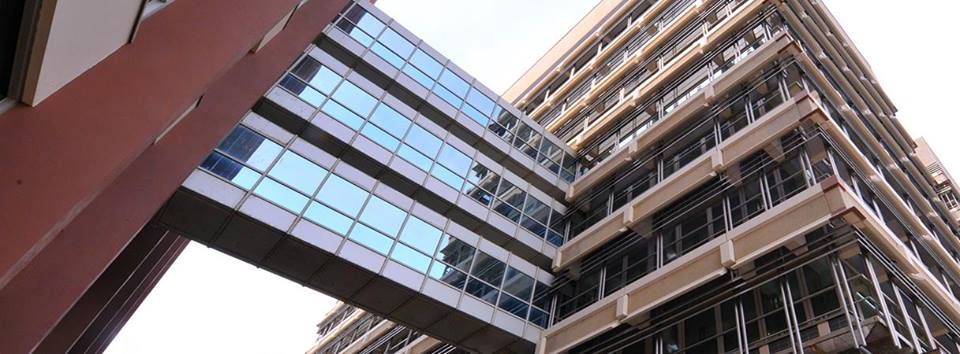
Gebäude der CBSL

 Die Abteilungen für Wirtschaftsforschung und Bankenaufsicht wurden ausdrücklich gemäß der ursprünglichen Gesetzgebung zur Einrichtung der CBSL mit bestimmten gesetzlichen Funktionen eingerichtet. Die Abteilung für Wirtschaftsforschung muss Daten zusammenstellen und Wirtschaftsforschung zur Anleitung des Währungsausschusses und zur Information der Öffentlichkeit durchführen, während die Abteilung für Bankenaufsicht die kontinuierliche Regulierung und Überwachung aller Bankinstitute in Sri Lanka übernehmen muss.